# Catocala pacta
Catocala pacta is een vlinder uit de familie van de spinneruilen (Erebidae). De wetenschappelijke naam van de soort is  gepubliceerd als Phalaena pacta  in 1758 door Linnaeus in de tiende editie van Systema naturae.
Deze nachtvlinder komt voor in Europa.